# Computer Data Systems Versatile 2
Computer Data Systems VERSATILE 2 (VERSATILE 2) је професионални рачунар, производ фирме Computer Data Systems који је почео да се израђује у САД током 1977. године.
Користио је Zilog Z80 као централни микропроцесор а RAM меморија рачунара VERSATILE 2 је имала капацитет од 16 KB (статички RAM), прошириво са 8K меморијским плочама. 
Као оперативни систем кориштен је CP/M.

## Детаљни подаци
Детаљнији подаци о рачунару VERSATILE 2 су дати у табели испод.
|                       |                                                        |
| [ 1 ]                 |                                                        |
| Произвођач            |                                                        |
| Тип                   | професионални рачунар                                  |
| Меморија              | 16 (статички RAM), прошириво са 8K меморијским плочама |
| Поријекло             | Сједињене Америчке Државе                              |
| Година                | 1977                                                   |
| Тастатура             |                                                        |
| Процесор              |                                                        |
| Фреквенција процесора | непознато                                              |
| RAM                   | 16 (статички RAM), прошириво са 8K меморијским плочама |
| ROM                   | непознато                                              |
| Текст                 | 64 x 16 - уграђени монитор                             |
| Графика               |                                                        |
| Боја                  |                                                        |
| Звук                  | непознато                                              |
| Димензије             | 55 (121 фунта)                                         |
| Портови               |                                                        |
| Оперативни систем     |                                                        |